# IC 1433
IC 1433 — галактика типу P (особлива галактика) у сузір'ї Водолій.
Цей об'єкт міститься в оригінальній редакції індексного каталогу.